# Amrish Puri
Amrish Lal Puri (Nawanshahr, 22 de junho de 1932 – Mumbai, 12 de janeiro de 2005) foi um ator indiano, figura importante no cinema e teatro do país.
Trabalhou com dramaturgos notáveis da época, incluindo Satyadev Dubey e Girish Karnad.  Puri é lembrado por interpretar papéis de vilão no cinema de Bollywood, assim como em outras indústrias cinematográficas indianas e internacionais.  Para o público indiano, seu papel mais marcante foi como Mogambo no filme Mr. India (1987), de Shekhar Kapur; para o público ocidental, Puri  é mais lembrado como Mola Ram em Indiana Jones and the Temple of Doom (1984), de Steven Spielberg. Puri ganhou três Filmfare Awards de Melhor Ator Coadjuvante.